# Histoire de Senlis
Pour un article plus général, voir Senlis (Oise).

Blason de Senlis

L'histoire de la ville de Senlis, dans le département de l'Oise, en région Hauts-de-France, commence à la préhistoire mais, la première mention écrite nommant le lieu date du Ier siècle, pendant l'époque romaine. Résidence royale à l'époque carolingienne (751-987), siège d'un évêché jusqu'à la Révolution française, Senlis n'est plus aujourd'hui qu'un modeste chef-lieu d'arrondissement.

## Préhistoire

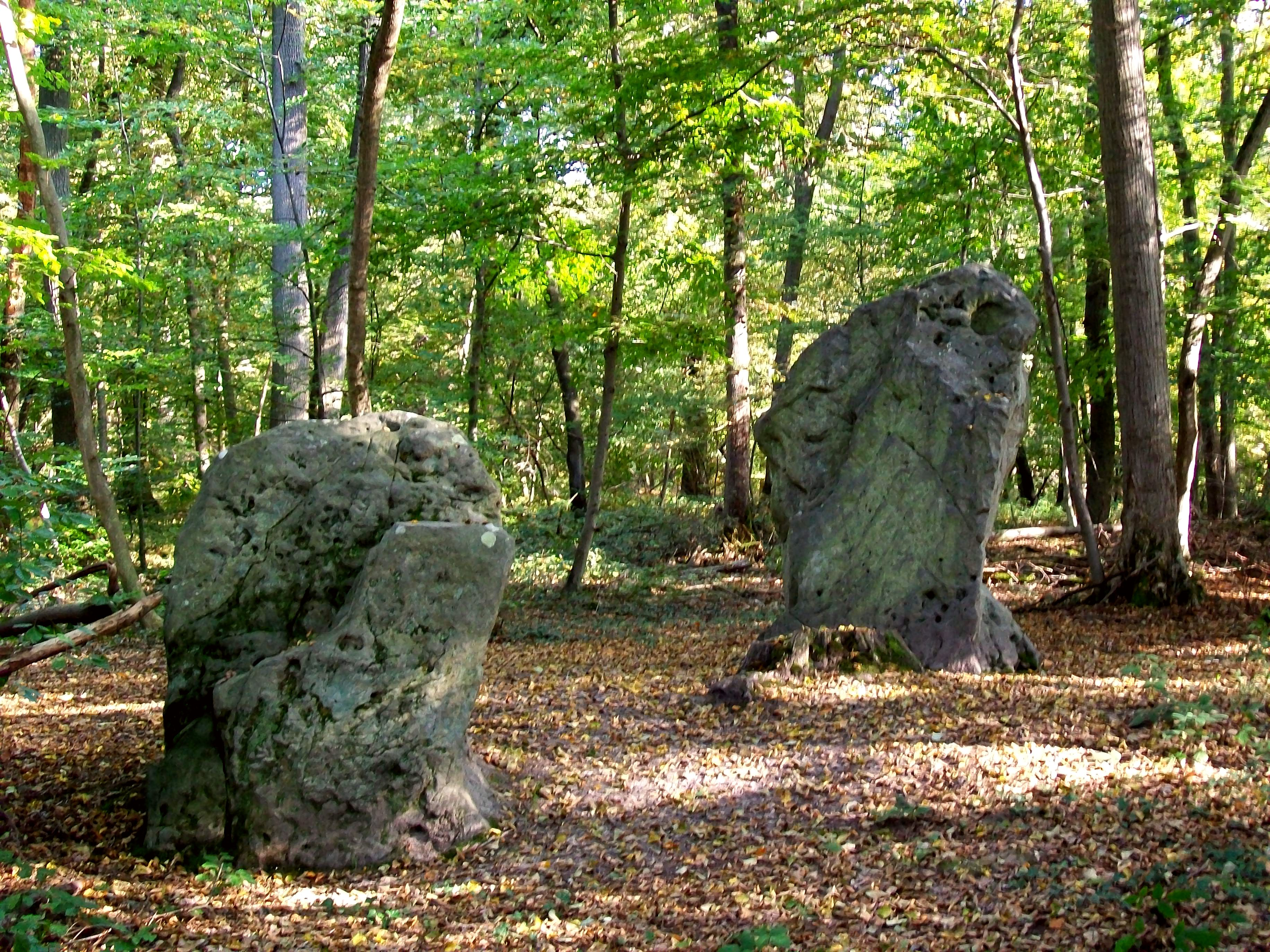
Les menhirs des Indrolles dans la forêt domaniale d'Halatte, parcelle 296 non loin de la D 1017.

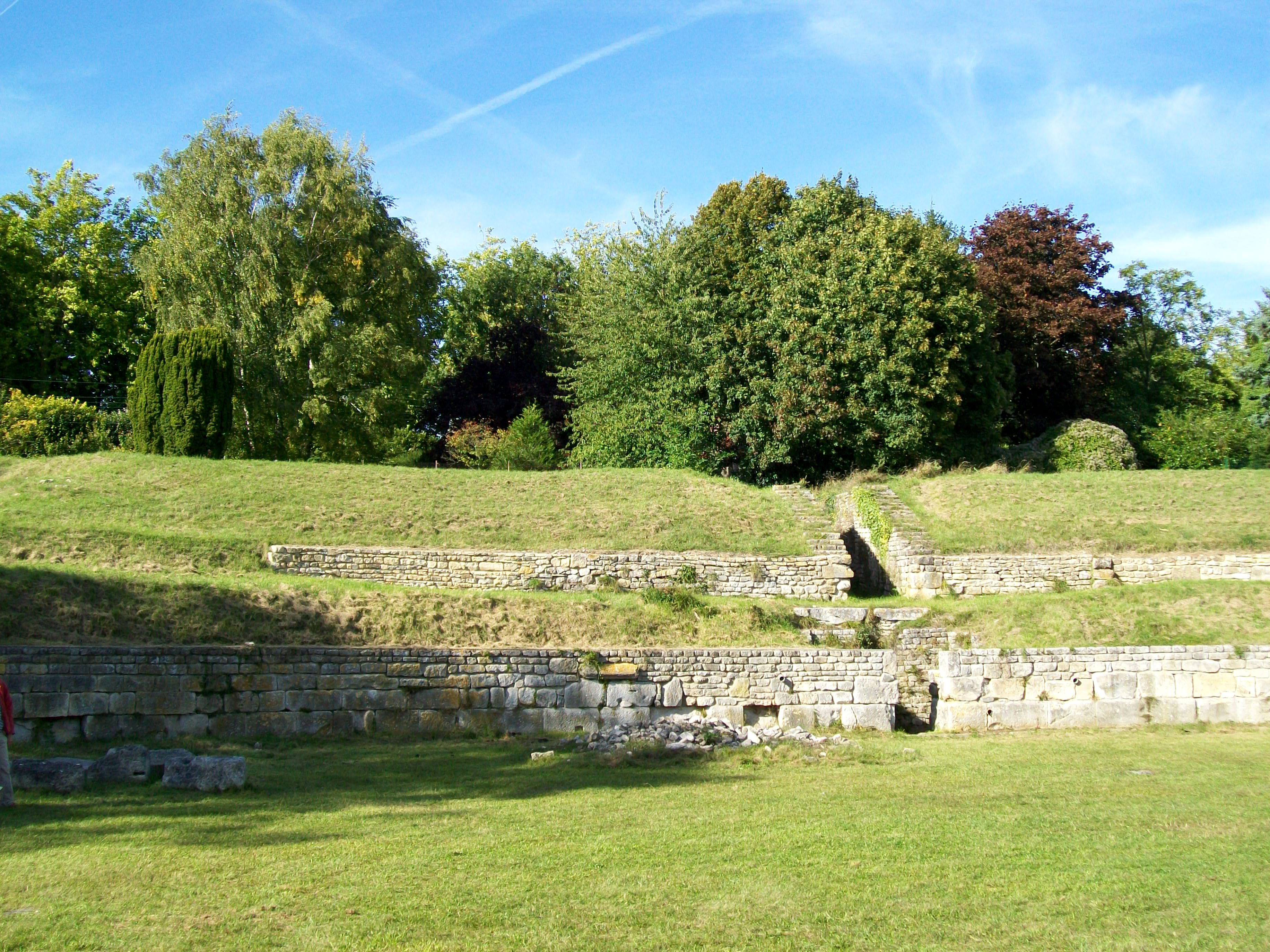
Arènes gallo-romaines du Ier siècle ap. J.-C., situées au bout d'une impasse partant de la place des Arènes, entre l'avenue de Chantilly au nord et la rue de la Fontaine des arènes au sud.

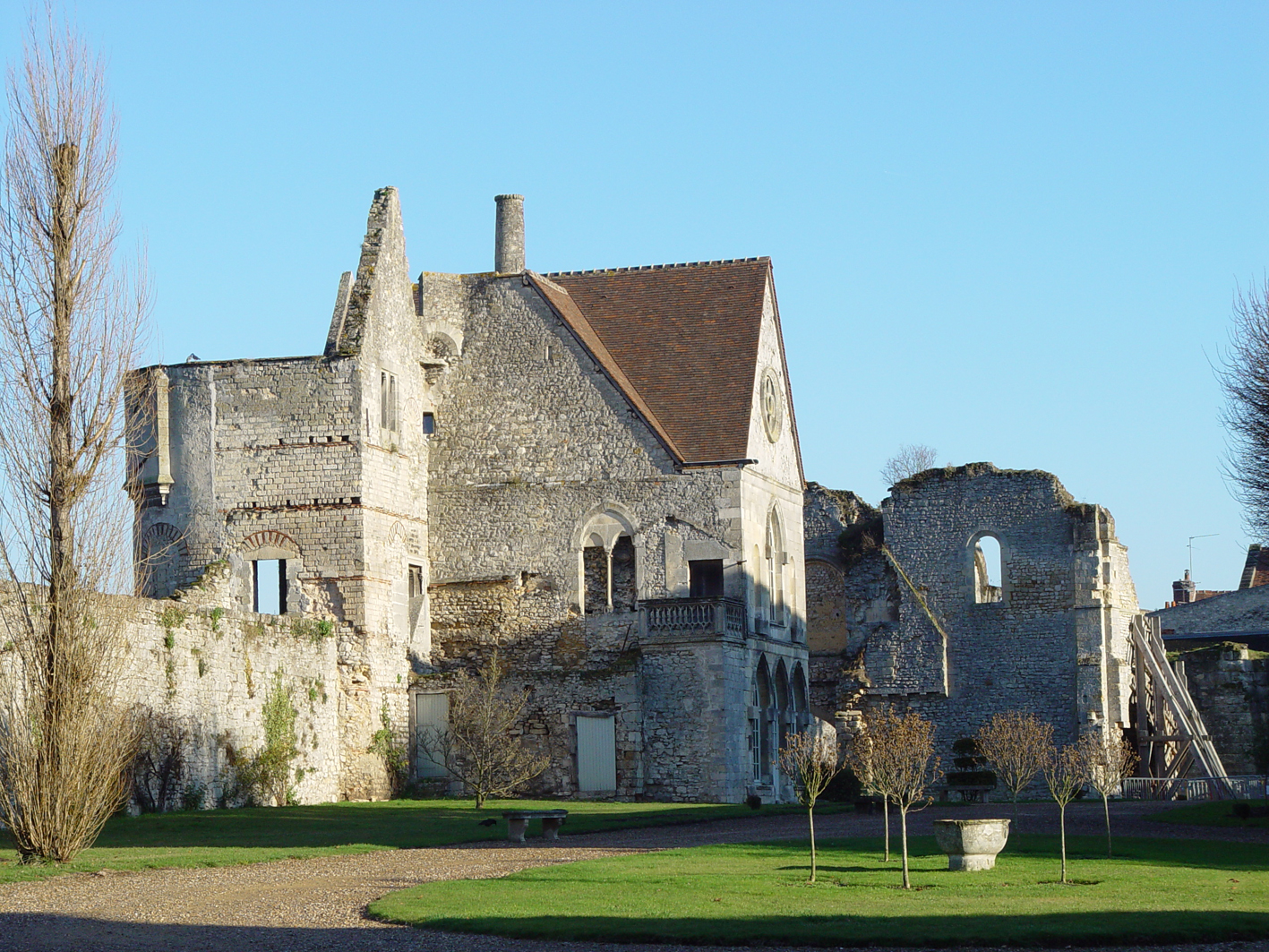
Vestiges du château royal, vue depuis le parc.

La Préhistoire a laissé des vestiges sur le territoire communal de Senlis, des outils en pierre et les deux menhirs des Indrolles, découvertes par Amédée Margry en été 1869 sur la parcelle 296 de la forêt d'Halatte. Non loin de la route du Chêne à l'image, se trouve une autre roche, la Pierre qui corne percée de nombreux trous, qui pourrait être un menhir. À Chamant, existait une allée couverte disparue de nos jours.

## Antiquité
Les origines de Senlis en tant que ville sont incertaines, mais remontent apparemment après le début de notre ère, les premières mentions écrites datant du Ier siècle. Senlis aurait été alors le chef-lieu d'une tribu celte, les Silvanectes, mais c'est à peu près tout ce que l'on sait, et les seuls témoignages qui en restent sont de différentes monnaies gauloises autrefois attribuées à tort aux Sulbanectes (en fait, des monnaies suessiones) et des traces d'occupations rurales tout autour de Senlis. Rien ne prouve toutefois l'existence d'une agglomération gauloise à l'emplacement de l'actuelle ville de Senlis, qui reste une hypothèse.
Vraisemblablement une fondation romaine, la ville est appelée Augustomagus, le marché d'Auguste ; comme de nombreuses cités, elle est dédiée à un empereur romain, mais est dotée d'un nom celtique (magus, magos : champ, marché en gaulois). Les habitants s'arrangent avec la domination romaine et respectent le peuple romain ; aussi sont-ils récompensés en obtenant le droit de se gouverner eux-mêmes sous la surveillance d'un représentant de Rome, et ne payent le tribut que directement à l'empereur.  Au IIe siècle, Augustomagus est donc l'une des dix villes dites libres ou municipes de la Gaule romaine, et la civitas se développe. L'on y trouve sans doute les monuments qui caractérisent les villes romaines : temples, arc triomphal, acropole, palais, arènes, thermes etc. Seules l'amphithéâtre a survécu ; l'existence des autres monuments n'est supposée que grâce à des trouvailles archéologiques. Au IIIe siècle, Augustomagus devient une place militaire importante et s'entoure d'une muraille épaisse de quatre mètres et haute de sept à huit mètres, dotée de vingt-huit tours, pour faire face aux invasions barbares. La superficie enclose est de  6,38 ha, mais la ville s'étend bien au-delà de cette enceinte, comme le démontre, par exemple, le plan urbain orthogonal conservé, en dehors de la cité. Au milieu du IVe siècle, saint Rieul évangélise la contrée et devient le premier évêque de Senlis. Les sources écrites sur Senlis sont extrêmement rares jusqu'au Ve siècle, et nous ignorons à ce jour ce que fut la ville exactement jusqu'à la genèse des royaumes francs.

## Le Moyen Âge

### Le Haut Moyen Âge
Jusqu'à la fin du Xe siècle, Senlis fait l'objet d'un petit nombre de mentions dans les documents historiques et nous connaissons certains faits et événements de son histoire, mais il ne s'agit que de rudiments, laissant dans l'ombre ce que fut Senlis entre la fin de l'Antiquité et l'élection de Hugues Capet. - Sous Childebert Ier, la partie de la ville où se trouvait la chapelle dédiée à saint Rieul aurait été incluse dans l'enceinte vers 530. Cette chapelle avait probablement précédé l'église Saint-Rieul, au nord de la ville, à l'emplacement de l'actuelle école Notre-Dame. 
Après l'assassinat du roi Chilpéric Ier en septembre 584, c'est l'évêque de Senlis, Maculfe, qui prend soin de le faire enterrer dignement à Paris. Peu de temps après, une chapelle est construite pour honorer le prédécesseur de Maculfe, saint Sanctin : elle donna plus tard son nom à une porte de la ville, près de Saint-Rieul, et ses fondations ont été découvertes en 1831 lors de la démolition des remparts. Avec le traité d'Andelot en 587, Senlis est partagé entre Gontran Ier roi de Burgondie et son neveu Childebert II roi d'Austrasie, ce dernier gardant les deux tiers. 
Pour les deux siècles qui suivent, les sources font défaut. En 795, le roi Charlemagne aurait fondé l'abbaye Saint-Rémi dans la faubourg Saint-Martin, mais cette fondation date plus vraisemblablement de l'an 1040. La première mention d'un comté de Senlis date de 823. Plusieurs indices montrent que le château royal existe au plus tard vers le milieu du IXe siècle : en 854, le trésor royal se trouve à Senlis, et à partir de 864, le roi déchu Pépin II d'Aquitaine est enfermé au château de Senlis par Charles le Chauve, ainsi que l'évêque Hincmar de Laon en 870. Charles le Chauve est également le premier roi dont le séjour fréquent à Senlis ne fait aucun doute, puisqu'il a daté de nombreuses chartes de Senlis,,. Le premier concile de Senlis a lieu en 861.
Bernard est le premier comte de Senlis dont nous connaissons des éléments précis de biographie. C'était l'oncle de Richard Ier de Normandie, qui l'accueillit à Senlis en 944 après qu'il avait été libéré de sa captivité chez Louis d'Outremer à Laon par son gouverneur, Osmond de Conteville. Sur ce fait, le roi Louis, avec le secours du roi allemand Othon Ier, fait assiéger Senlis en 946 et en 948 ou 949, mais sans succès : les remparts et le courage des habitants furent plus forts, et beaucoup de soldats furent tués. En 978, Senlis tout comme Soissons et Laon est victime des brigandages des Normands sous Bernard le Danois. Le comte Bernard de Senlis n'ayant pas d'héritier, la ville entre dans les possessions d'Hugues Capet au plus tard en 981, alors qu'il n'est que comte et duc des Francs : il expédie du château de Senlis un diplôme en faveur de l'abbaye d'Umblières. À Senlis, Hugues Capet aurait été élu roi par ses barons en 987 avant d'être sacré à Noyon. En 991, il emprisonne le duc Charles de Basse-Lotharingie à Senlis pour avoir pris la ville de Reims avec la complicité de l'archevêque de Reims, Arnoul de France. La construction de la première cathédrale de Senlis commence à la fin du Xe siècle ,. Sous les Capétiens, Senlis est une ville royale, demeure des rois de France, d’Hugues Capet à Charles X.

### Le Moyen Âge central
Au XIe siècle, Senlis semble être une ville d'une certaine importance, avec son château royal, le siège d'un diocèse, une cathédrale, au moins trois autres églises paroissiales (Saint-Rieul et Saint-Pierre, reconstruits sous le roi Robert Ier de France à partir de 1029, ainsi que Saint-Aignan), trois abbayes (Saint-Vincent, Saint-Michel, fondée vers l'an 1000 et disparue vers la fin du XIIe siècle, et Saint-Rémi, abbaye de Bénédictines fondée vers 1040 au faubourg Saint-Martin et rasée en 1589 pour des raisons militaires) et la collégiale Saint-Frambourg. Après le décès du roi Robert II en 1031, sa veuve Constance est soutenue par la ville de Senlis dans son dessein de vouloir placer son fils cadet Robert au trône, au lieu de l'aîné, Henri Ier de France. Ce dernier fit apparemment assiéger Senlis, mais sans suite et sans combats importants. Trente ans plus tard, sa veuve Anne de Kiev refonde l'abbaye Saint-Vincent et fait construire son église en 1065. 
Vers le milieu du XIIe siècle, la nouvelle paroisse Sainte-Geneviève est instaurée, avec son église dans la rue qui porte toujours son nom. Sinon, aucun fait marquant n'intervient jusqu'en 1154 quand le roi Louis VII entreprend des démarches en faveur de la collecte de fonds pour la reconstruction de la cathédrale Notre-Dame de Senlis, donnant naissance à l'édifice actuel,,. En 1170, l'ordre de Saint-Jean de Jérusalem établit une commanderie, un hôpital et une église à Senlis, désignée comme temple (entre la rue Saint-Jean et l'actuelle rue de la République, au nord de l'église Sainte-Geneviève). Cet ordre était un gros propriétaire immobilier dans la ville, avec jusqu'à cent-trente maisons dans son actif, qui en partie existent toujours,. L'hôpital Saint-Martin est créé en 1170 également, situé au faubourg du même nom ; il ferme en 1223 pour être remplacé par l'Hôtel-dieu de Gallande. Les paroisses Saint-Martin (supprimée en 1791) et Saint-Hilaire (rue Saint-Hilaire, supprimée en 1706) existent déjà à cette époque, sans que l'on puisse déterminer l'année exacte de leur création,,.

### La charte communale de 1173

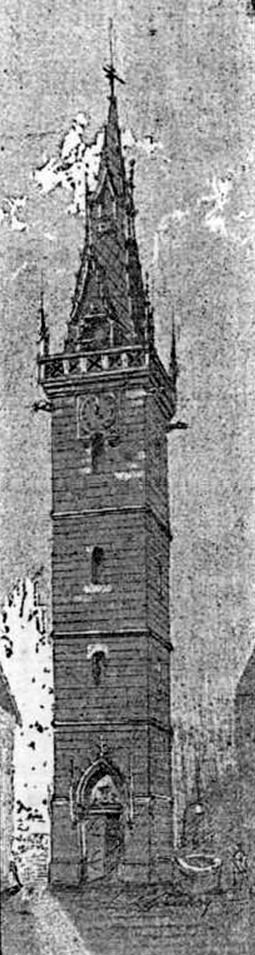
Le Beffroi de Senlis entre 1170 et 1724. Ce dessin est une reconstruction, des représentations d'après nature n'existant plus.

Une charte communale est accordée à la ville en 1173 par le roi Louis VII, selon le modèle de celle de Compiègne, qui, elle, dérivait de Soissons. Cette charte affranchit les habitants de la ville et les soumet à la justice de cette dernière, qui n'a plus de comptes à rendre qu'au roi directement. Toutefois, le roi ne possédant pas la totalité de la ville, la commune doit conclure des accords avec les autres seigneurs, qu'ils soient laïques ou ecclésiastiques, et surtout racheter leurs droits de prélever des redevances et de rendre justice. Le seigneur le plus influent après le roi est alors Guy le Bouteiller, dont la famille avait reçu cette charge par Louis VI en 1130, abandonnant alors le patronyme initial de la Tour. Guy le Bouteiller ayant lui-même sollicité la charte communale, il ne fait pas obstacle, contrairement aux seigneurs ecclésiastiques. L'évêque Henri affranchit ses hommes dès 1177, moyennant une rente conséquente ; les abbayes et les chapitres hésitent plus longtemps et ce n'est qu'en 1225 que le chapitre de Saint-Rieul rejoint finalement la charte communale. Ceci n'empêche pas la commune d'entretenir de bonnes relations avec les autorités religieuses. Tous les habitants de la ville et de ses faubourgs doivent être membres de la commune ; statut avantageux qui incite des habitants de localités voisines de s'installer à Senlis où ils sont admis volontiers, car la commune est soucieuse de s'agrandir pour avoir davantage d'influence politique. Les affaires de la ville sont réglées par le maire et les magistrats municipaux, qui étaient en même temps les juges du tribunal municipal. Certains arrêtés importants ont besoin de la confirmation du roi, mais les attributions législatives de la commune vont assez loin. Les maires de Senlis sont par ailleurs connus depuis 1184 en continu. Au début, certains privilèges du clergé et des seigneurs subsistent, que la commune parvient à effacer de fur et à mesure,.
Quelque temps après la constitution de la commune, sous le roi Philippe-Auguste, la construction d'une nouvelle enceinte est entamée, qui entoure les principaux quartiers de la ville sauf les faubourgs, tout en laissant encore du terrain libre à l'intérieur. Le périmètre des fortifications est corrigé plusieurs fois et la construction ne s'achève qu'en 1287,. Des Senlisiens assurent un rôle important à proximité du roi : les Bouteiller de Senlis ou le chancelier Guérin, évêque de Senlis et conseiller de Philippe Auguste. Ce dernier participe à la bataille de Bouvines. C'est en l'honneur de cette bataille qu'il fonde en 1222 l'abbaye de la Victoire en périphérie de la ville. Deux autres couvents sont instaurés à l'intérieur de la ville peu de temps après : le couvent des Cordeliers en 1228 (complètement disparu, au sud de la ville, à l'est du couvent des Carmes) et le prieuré Saint-Maurice en 1239, portant ainsi le nombre des établissements religieux à cinq, sans compter les hôpitaux et chapitres. En 1232, la chapelle Saint-Étienne, au faubourg du même nom, est érigée en paroisse : Senlis en compte désormais huit, situation qui perdure jusqu'en 1706. Bâtisse sans caractère, avec chœur pentagonal,, les murs de l'église Saint-Étienne subsistent toujours, les ruines ayant été reconstruites en maison d'habitation vers la fin du XIXe siècle.
Comme symbole de sa liberté, Senlis dispose d'un beffroi, construction mince et élancée, haute de quatre-vingts pieds, soit environ vingt-six mètres, implantée à l'angle de la place de la Halle avec la rue Saint-Jean. Aussi appelée bancloque ou bancloche, sa cloche annonce la fermeture des portes de la ville, les assemblées publiques, les marchés, les incendies, les émeutes, l'apparition de l'ennemi, etc. Ce beffroi est encore remplacé en 1724 par un nouvel édifice, démoli toutefois en 1802,, : les habitants en voient une gêne pour la circulation et le jugent comme inutile, car il ne dominait plus l'ensemble de la ville.

### La vie économique auxXIIeetXIIIesiècles
Senlis connaît son apogée aux XIIe et XIIIe siècles. Elle vit du commerce de la laine, du cuir et de la fourrure. Une comparaison des plans de Senlis et de Paris au XIIIe siècle suggère que Senlis est alors plus grande que la capitale. Plusieurs halles spécialisées témoignent d'une intense activité marchande : halles au blé, aux bouchers, aux drapiers, aux merciers et chapeliers, aux pelletiers, aux fourreurs, au vin et aux poissons : la harenguerie. En outre, des marchés dédiés existent pour les gâteaux, les fromages, les boisseaux, le cuir, les veaux, les porcs et les autres bestiaux. Une foire se tenait chaque mois de septembre, de la nativité de Marie (le 8) pendant toute une semaine, près de la maladrerie Saint-Lazare (actuel emplacement du centre hospitalier) et dans le faubourg Saint-Martin. Une deuxième foire est instaurée en 1307, pendant une semaine en novembre.

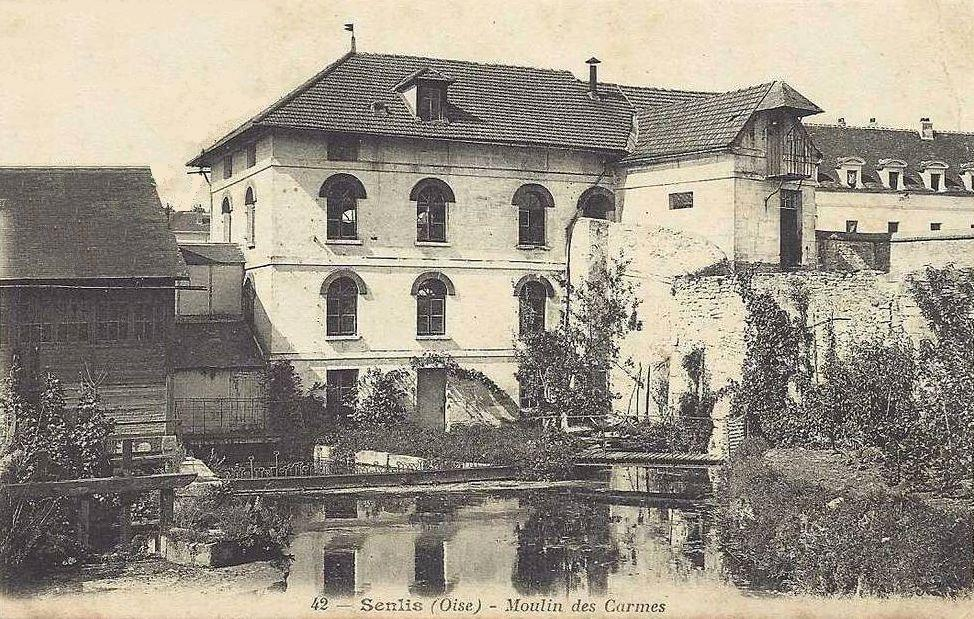
Le moulin des Carmes, ou des Bonshommes, ou Billebaut (selon le nom du locataire du moulin en 1470), démoli après les destructions lors de la bataille de Senlis, le 2 septembre 1914.

Les moulins à eau se multiplient sur la Nonette, avec une dizaine de l'abbaye de la Victoire jusqu'à Saint-Nicolas-d'Acy : moulin de la Victoire, moulin de Villemétrie (toujours existant), moulin de Saint-Étienne (récemment restauré), moulin de la Porte de Meaux (vestiges), moulin Jumel, moulin à la poterne, moulin des Carmes (détruit en 1914), moulin du Roi (aujourd'hui ferme équestre), moulin neuf ou Choisel au confluent d'Aunette et Nonette, et le Petit moulin sur le ruisseau Saint-Urbain. Trois moulins tournent sur l'Aunette, dont deux sur l'ancien chemin de Pont : le moulin Saint-Rieul du prieuré Saint-Maurice (toujours existant) et le moulin Saintron, et un sur la route de Chantilly, le moulin de la Gatellière.
La viticulture se développe, le sol sablonneux autour de la ville lui étant jugé favorable. Il paraît même que cette culture était la plus importante dans les environs immédiats de Senlis. Les noms et la situation des différents vignobles ainsi que leurs propriétaires sont toujours connus ; même le roi possède un clos. Le vin se négocie place de l'Étape aux vins. La ville offre du vin à toutes les personnalités importantes, à commencer par le roi et sa cour. La qualité du vin senlisien semble donc être équivalente aux autres vins de la région parisienne, au moins pour le moment ; au XVIe siècle, l'on consomme plutôt de l'hypocras, vin agrémenté d'épices aromatiques et de miel,.
Vers 1265, le bailliage de Senlis est créé, son territoire très vaste recouvre le Beauvaisis et le Vexin français. Avant, Senlis dépendait du bailliage du Vermandois qui tenait parfois ses assises à Senlis,. - Depuis la fin du XIIIe siècle au plus tard, des banquiers officient à Senlis, désignés sous le nom de « Lombards » et donnant son nom à la rue des Lombards (rue Saint-Hilaire). Ils vendaient aussi des bijoux et des objets précieux et étaient parfois des faux-monnayeurs. Les Lombards usuriers font plusieurs fois l'objet de poursuites.

### La fin de la commune
La commune doit faire face à des charges financières conséquentes, avec les rentes qu'elle doit verser aux différents seigneurs pour avoir consenti d'affranchir leurs serfs et vassaux habitant Senlis, et pour avoir renoncé de prélever des taxes et impôts. Jusqu'au milieu du XIIe siècle au moins, cette charge ne pèse pas trop lourdement puisque la commune continue de percevoir les mêmes taxes et impôts tels qu'ils existaient auparavant. S'y ajoutent cependant des frais de justice toujours croissants. D'une part, le clergé garde sa propension d'usurper des droits, et les litiges avec la commune sont nombreux. Le diocèse, les chapitres et monastères disposent souvent de titres établis par le roi pour appuyer leur position, et le plus souvent c'est eux qui remportent les procès. D'autre part, la juridiction du bailli en tant qu'instance d'appel casse souvent les jugements prononcés par la commune, jalouse de son indépendance. Alors que l'appelant n'a pas de frais à engager, la commune doit verser une importante amende à chaque fois que l'un de ses jugements est invalidé par une instance supérieure. 
Dès la fin du XIIe siècle, la situation financière de la commune devient préoccupante. Les retards de paiements d'impôts envers la commune, les taux d'intérêt élevés pour les emprunts et les malversations des maires en leur propre faveur n'y sont pas innocents non plus. En 1319, la commune criblée de dettes est supprimée sur la demande de la majorité des habitants, et après une enquête comptable minutieuse, des attournés remplacent le maire. Ces dignitaires, officiant sous l'autorité du bailli ou de l'un de ses prévôts sont toutefois élus annuellement par les habitants en assemblée générale. Plus tard, la fonction s'appelle gouverneur, et à la fin du XVIe siècle, échevin. Dans les faits, fort peu de choses changent, sauf que la ville ne s'autogouverne plus que grâce à la tolérance du bailli qui ne veut pas s'occuper directement des affaires de la ville.
Entretemps, Senlis se transforme de plus en plus d'une ville commerçante vers une agglomération d'établissements religieux. Avec la fondation du couvent des Bonshommes (futur couvent des Carmes) en 1303, avec son hôpital Saint-Louis, le nombre des monastères atteint maintenant les six ; auxquels l'on peut ajouter l'Hôtel-dieu et la maladrerie Saint-Lazare étant de fait aussi des couvents ; les chapitres de Notre-Dame, de Saint-Rieul et de Saint-Frambourg ; ainsi que les maisons de ville d'abbayes extérieures à Senlis, comme l'abbaye de Chaalis. Ces établissements occupent beaucoup de place et rachètent des maisons de particuliers pour s'agrandir. En 1310, un concile a lieu à Senlis, décidant de la persécution des templiers, et neuf d'entre eux y sont exécutés directement. Mais ce n'est qu'un début ; le 12 mai, cinquante-quatre templiers sont brûlés à Paris, et d'autres ensuite.

### Senlis dans la Guerre de Cent Ans
La Guerre de Cent Ans commence à se ressentir à Senlis avec la grande Jacquerie, réaction des paysans contre les privations qu'ils doivent subir et dues à la guerre, au niveau élevé des contributions, à la mévente de leurs produits et à la conduite des nobles, guerroyant entre familles ou rançonnant le pays. Dans ce contexte, la ville est attaquée par les nobles le 11 juin 1358, mais les habitants ne sont pas pris au dépourvu et se défendent avec succès,. 
Senlis reste toujours fidèle au roi et reste loin des conflits. Or, en septembre 1417, le duc de Bourgogne, Jean sans Peur, tente de retourner la situation en sa faveur : il envoie des messagers, promet aux villes picardes de les protéger et aux habitants de les libérer des impôts. C'est ainsi que Senlis change de camp, comme toutes les villes picardes. Fin 1417, les Bourguignons prennent aisément possession de Senlis, la garnison royale étant petite et la population bien disposée à leur égard. Le bailli se plaint devant le parlement, mais il n'est pas écouté. L'année suivante, le roi Charles VI confie à Bernard VII d'Armagnac la mission de reconquérir la ville rebelle avec 20 000 soldats de son armée et des lourds engins de siège, depuis son château de Creil. Les fortifications de Senlis n'étant pas encore perfectionnées, les assiégeants n'arrivent toutefois pas à s'emparer de la ville rapidement, car toute la population contribue à la défense. À un moment critique, quand une brèche est ouverte dans l'enceinte entre la porte de Paris et la porte de Meaux, il est négocié que Senlis se rende le 28 avril si la ville n'est pas secourue avant : les deux partis ne savent pas comment la situation va évoluer avec la potentielle arrivée de troupes de renfort de l'un ou de l'autre parti, et préfèrent ainsi sauver leur mise. Bernard d'Armagnac exige toutefois que Senlis lui livre six otages pour cesser ses attaques. Six hommes se déclarent volontaires. Mais le secours arrive à la dernière minute. En colère, d'Armagnac fait décapiter quatre otages, et les Bourguignons font de même avec vingt soldats coiffés des couleurs des Armagnacs. Les armées se retirent. Les capitaines des Bourguignons rejoignent le camp du roi, clamant que s'ils ont combattu les Armagnacs, ils seraient toujours fidèles au roi ; tournant donc le dos à leur ancien chef Jean sans Peur qui de toute façon n'était pas présent lors des combats. 

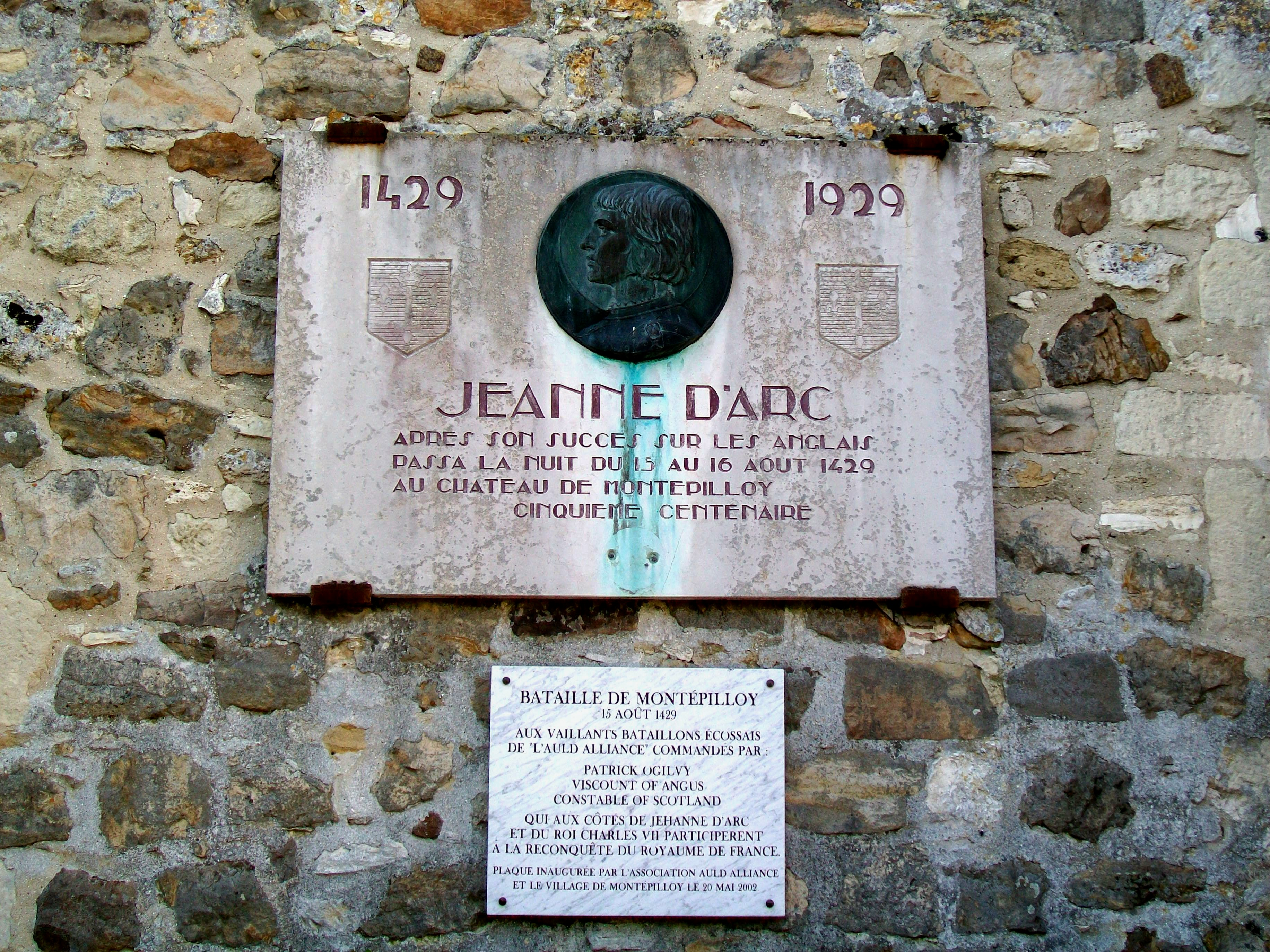
Le monument qui commémore la bataille de Montépilloy et le succès des troupes de Jeanne d'Arc contre les Anglais, le 15 et 16 août 1429, selon la tradition.

Ainsi, la paix peut s'installer à Senlis, toute relative, car autour de la ville, les troubles continuent. Pour fuir les impôts prélevés afin de financer sa reconstruction, de nombreux citoyens s'installent ailleurs. L'économie est ruinée, et les champs ne sont plus labourés. Début 1425, les Anglais s'emparent du château royal de Creil et s'y installent, ayant évidemment des vues sur Senlis. Au lieu d'attaquer la ville, ils demandent aux habitants le versement de rançons, ce qu'ils acceptent : c'est encore le moindre mal comparé aux exactions commises par les seigneurs voisins, contre lesquels les Anglais les protègent désormais. Les capitaines qui d'abord avaient combattu pour les Bourguignons, et qui étaient ensuite revenus dans le camp du roi, avaient maintenant rejoint l'armée du duc de Bedford, à l'instar des Picards. Au début du mois d'août 1429, cette armée s'apprête à attaquer les troupes royales dans les plaines entre Senlis et Montépilloy. La bataille est violente. Senlis n'est pas touché, les Picards se défendant courageusement la première journée. De ce fait, le duc de Bedford rentre aussitôt à Paris. Le lendemain, le roi Charles VII se rend à Compiègne, qui se soumet aussitôt à lui, ainsi que Beauvais. Les habitants de Senlis profitent de l'occasion pour informer le roi de leur soumission, et peuvent accueillir le roi dignement à Senlis : ainsi, la domination anglaise prend fin dans la région. Il paraît que les villes picardes ne l'avaient accepté qu'en raison de l'éloignement du pouvoir royal français qui leur était alors d'aucun secours. Ce revirement final de la situation est traditionnellement attribué à la participation de Jeanne d'Arc,.

. La trêve entre Charles VII et le duc de Bourgogne, Philippe le Bon, est signée en 1431 lors d'états généraux convoqués à Senlis.
En 1475, le traité de Senlis, appelé également « Paix de Senlis », est conclu par François II de Bretagne avec le roi de France Louis XI à l'abbaye royale Notre-Dame-de-la-Victoire près de Senlis.
En 1483, les contrées de Beauvais et Clermont de l'Oise sont soustraites au bailliage de Senlis. Il faut attendre la fin du XVe siècle pour observer un essor relatif, durant lequel plusieurs édifices sont construits ou restaurés. Par exemple, la reconstruction de l'hôtel de ville, menaçant ruine, est décidée le 2 février 1495. En 1493, le roi Charles VIII, fils de Louis XI, signe le traité de Senlis avec le duc de Bourgogne Maximilien d'Autriche.

## L'époque moderne

### La fin du Moyen Âge et le début des troubles religieux
Durant le XVe siècle, de nombreuses traditions relatives à la vie quotidienne et au mode de vie doivent être abandonnées sous le signe d'une austérité religieuse dominant désormais davantage les mœurs. Sur le plan des fêtes, on avait l'habitude d'élire chaque année un pape des fous, de célébrer la fête des prêtres, de désigner un petit évêque le jour des Innocents, et de venir en masses danser et s'amuser sur la butte d'Aumont le dimanche des brandons. L'évêque essaie de défendre cette manifestation en 1413, et il y a d'autres tentatives d'y mettre fin, mais ce n'est que deux siècles plus tard qu'un arrêté du parlement de Paris la fait cesser définitivement. Les étuves, dans la tradition des thermes romains, tombent en mauvaise réputation pour être devenus des lieux de débauche. À la fin du siècle, elles sont fortement réglementées pour éviter les excès. La maison des filles publiques, le bordel rue des Bordeaux, appelée lors orde'ruelle, ruelle des ordures, est démolie fin 1555 par décision de la ville. Les divertissements ayant leur utilité pour la société sont bien sûr encouragés ; il s'agit de jeux tenant lieu d'entraînement militaire : le jeu d'arbalète dès 1414 et le jeu d'arc.

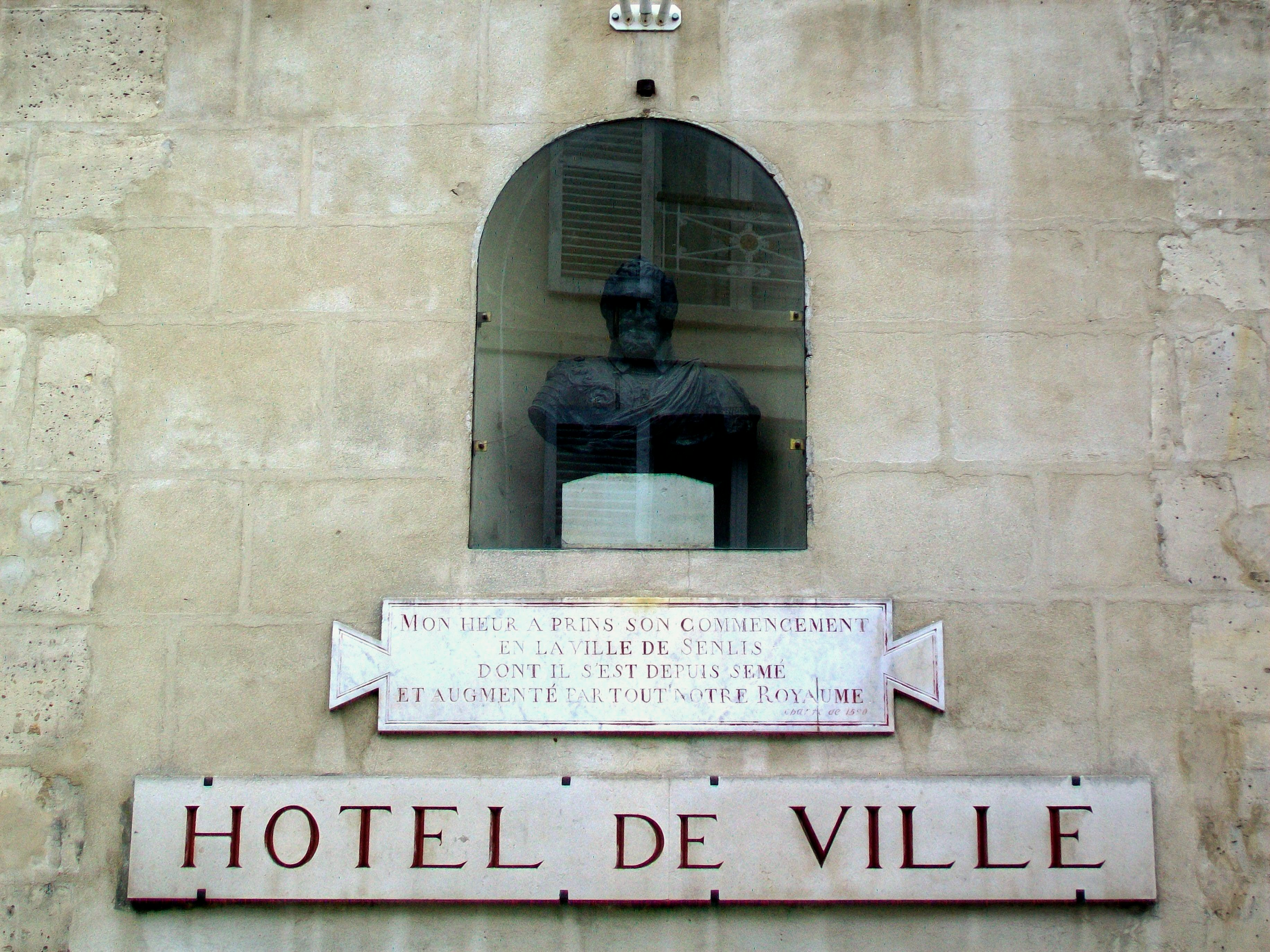
Buste de Henri IV sur la façade nord de l'Hôtel de ville.

Après la fin du Moyen Âge, l'enseignement commence à occuper une place plus importante : le collège de Senlis est officiellement créé en 1523, bien qu'il ait déjà existé auparavant. Deux régents y enseignent sous la direction d'un principal. Ce dernier est désigné conjointement par la ville et par le chapitre de la cathédrale, qui paie également le traitement d'un régent. L'objectif de l'enseignement est d'ordre religieux essentiellement : protéger la jeunesse contre les dangers de la hérésie. En effet, les huguenots sont relativement nombreux à Senlis ; leur nombre étant évalué à cinq cents en 1560. Les persécutions ne touchent que quelques-uns parmi eux, les Senlisiens faisant généralement preuve de tolérance religieuse.
Au XVIe siècle, Senlis assure un rôle judiciaire important, accueillant plusieurs juridictions, bailliage, élection, grenier à sel ou eaux et forêts. Mais en 1582, la création du bailliage et présidial de Beauvais, puis les Guerres de Religion donnent un nouveau coup d'arrêt à son redressement. Les épidémies de peste à répétition - en 1564, 1580, 1582, 1583, 1584 et 1585 - mettent la ville à l'épreuve ; pendant le Moyen Âge, il n'y avait eu qu'une seule épidémie, en 1334 - 38,. Durant les troubles religieux, Senlis fait figure de modèle de concorde malgré la présence de protestants et des voisins qui succombent à la violence (massacres à Paris et à Meaux en 1572). En 1567, la ville échappe de peu à une attaque par une armée composée de réformistes français et allemands qui campent à Saint-Denis, Creil et Beaumont-sur-Oise. Par mesure de précaution, une garnison de trois cents hommes est stationnée à Senlis. En 1577, la ville est l'une des premières cités d'Île-de-France à se rallier au futur roi Henri IV[réf. nécessaire].

### La guerre de la Ligue et ses conséquences
Lors de la huitième guerre de religion (1585–1598), Senlis veut garder la neutralité, mais à la suite de l'assassinat du duc de Guise le 23 décembre 1588, les principales villes des alentours (dont Pont-Sainte-Maxence et Crépy-en-Valois) rejoignent la Ligue (ou Sainte Union), et l'évêque de Senlis, de leur côté, tente de remonter la ville contre le roi Henri III. Il gagne la plupart des bourgeois pour la cause de la Ligue, mais le pacte conclu par Henri III avec le roi de Navarre, Henri IV (son cousin et beau-frère, qui allait lui succéder sur le trône de France) décida la noblesse de rallier le camp des royalistes. Ils demandèrent à Montmorency-Thoré, habitant Chantilly, de s'installer à Senlis et d'y finir avec la Ligue, et c'est le 26 avril 1589 que Montmorency-Thoré entra dans la ville, sans affrontements. Il fit emprisonner le gouverneur de Senlis, le sire de Rasse de Saint-Simon, démonstration de force qui suffit pour persuader les habitants de revenir parmi les rangs des royalistes. 

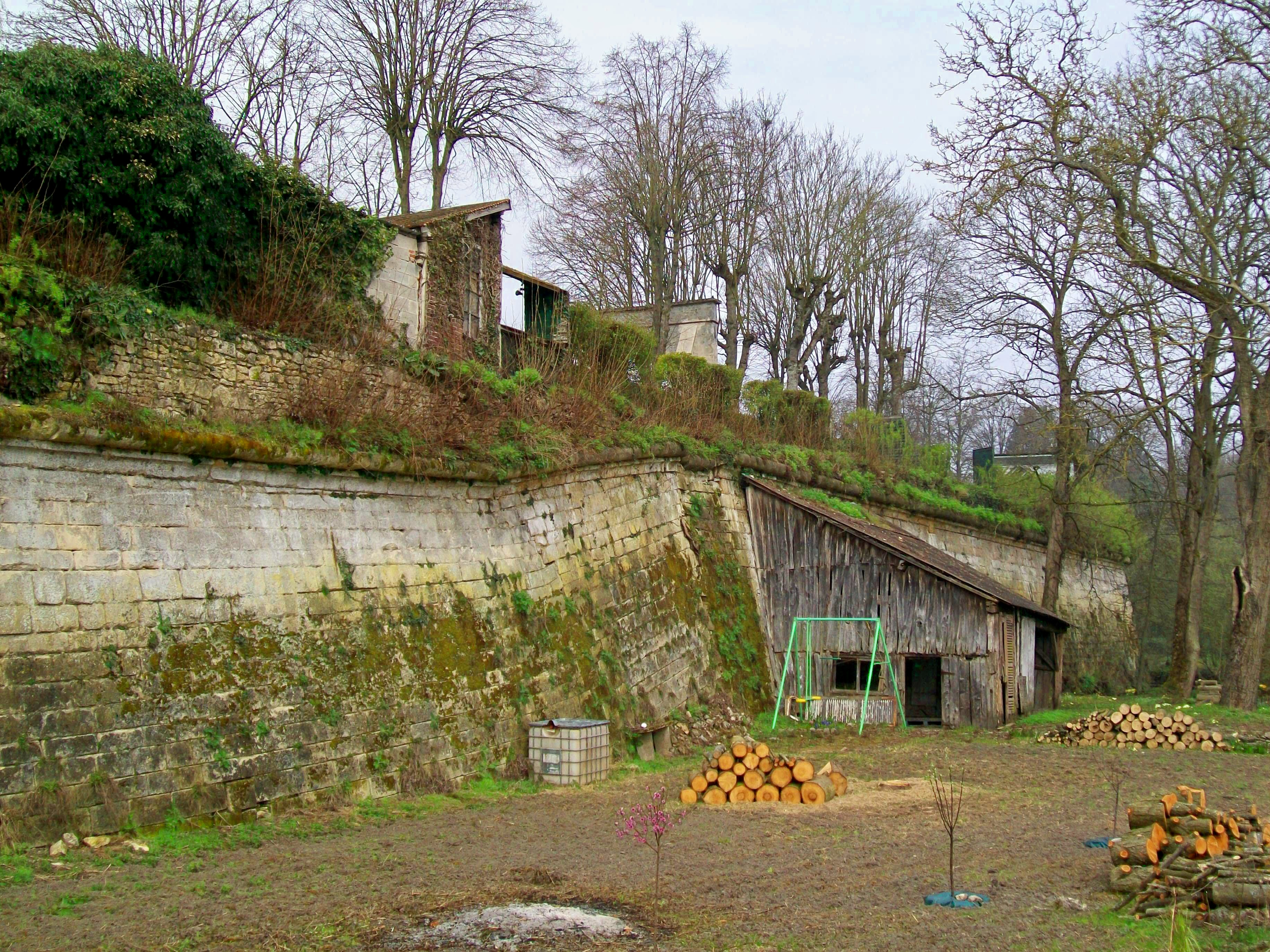
La bastion de la porte de Meaux, ajoutée aux remparts médiévaux en 1544, et reconstruite après la guerre de la Ligue.

Ce que la noblesse locale n'avait apparemment pas prévu fut la réchignance de la Ligue d'abandonner Senlis, car la ville était pour eux une place stratégique importante. Ils assiégèrent donc Senlis dès le début du mois de mai, sous la commande du duc de Mayenne et le duc d'Aumale (tous les deux issus de la maison de Guise, le dernier étant le frère du duc de Guise assassiné). Pendant deux semaines, ils firent tirer des coups de canon sur les remparts, mais ce ne furent que les préliminaires ; le plan étant de prendre la ville rapidement de force, ce qui nécessita un certain temps de préparation. Les assiégeants disposaient de trente mille soldats, et la ville de Senlis de six cents soldats et de quinze cents habitants en état de prendre les armes, soutenus par nombre de paysans qui s'étaient réfugiés à l'intérieur de la ville. Le principal assaut eut lieu les 15 et 16 mai, avec un total de neuf cent quatre-vingts coups de canon, avec une concentration des forces sur la Porte de Paris, où les assaillants réussirent à pratiquer une brèche dans l'enceinte, pour pénétrer ainsi dans la ville. La résistance de la part des Senlisiens dépassait leur attente, mais ils tentèrent de persuader Senlis de capituler. La ville accepta de négocier afin de gagner du temps, en attendant l'arrivée des troupes de renfort allant à son secours. Avec leur approche, un deuxième front s'ouvrit pour les Ligueurs, et ce fut entre l'abbaye de la Victoire et Montépilloy qu'ils se livrèrent une bataille. Les troupes du duc de Longueville et du sieur de la Noue, fortes de deux mille cinq cents hommes, y remportèrent une victoire contre les ligueurs, le 17 mai, entre 16 h 00 et 18 h 00. Senlis fut ainsi sauvé, atout majeur pour le roi, qui à ce moment n'avait plus que six villes qui le soutenaient encore. 
Restait à éliminer les traitres parmi les habitants, dont trente-neuf furent arrêtés pendant les semaines qui suivirent. Henri IV, succédant à Henri III tué le 1er août de cette même année, parvint progressivement à rallier la plupart des villes derrière lui, à plus forte raison depuis son abjuration du protestantisme le 25 juillet 1593, et vida la Ligue de sa substance ; la paix avec l'Espagne et l'Édit de Nantes du 13 avril 1598 permirent de rétablir la paix en France. Par ailleurs, Henri IV séjourna à Senlis le 20 mai 1591 et y revint de nombreuses fois pour se reposer, lors du siège de Paris. C'est à Senlis que le roi se sentit en sécurité, disant aux habitants « C'est ici que mon heur a commencé ».

### Le déclin de la ville auXVIIesiècle

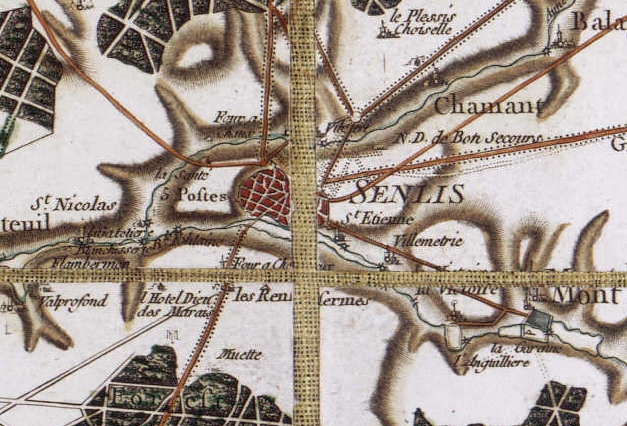
Senlis sur la Carte de Cassini.

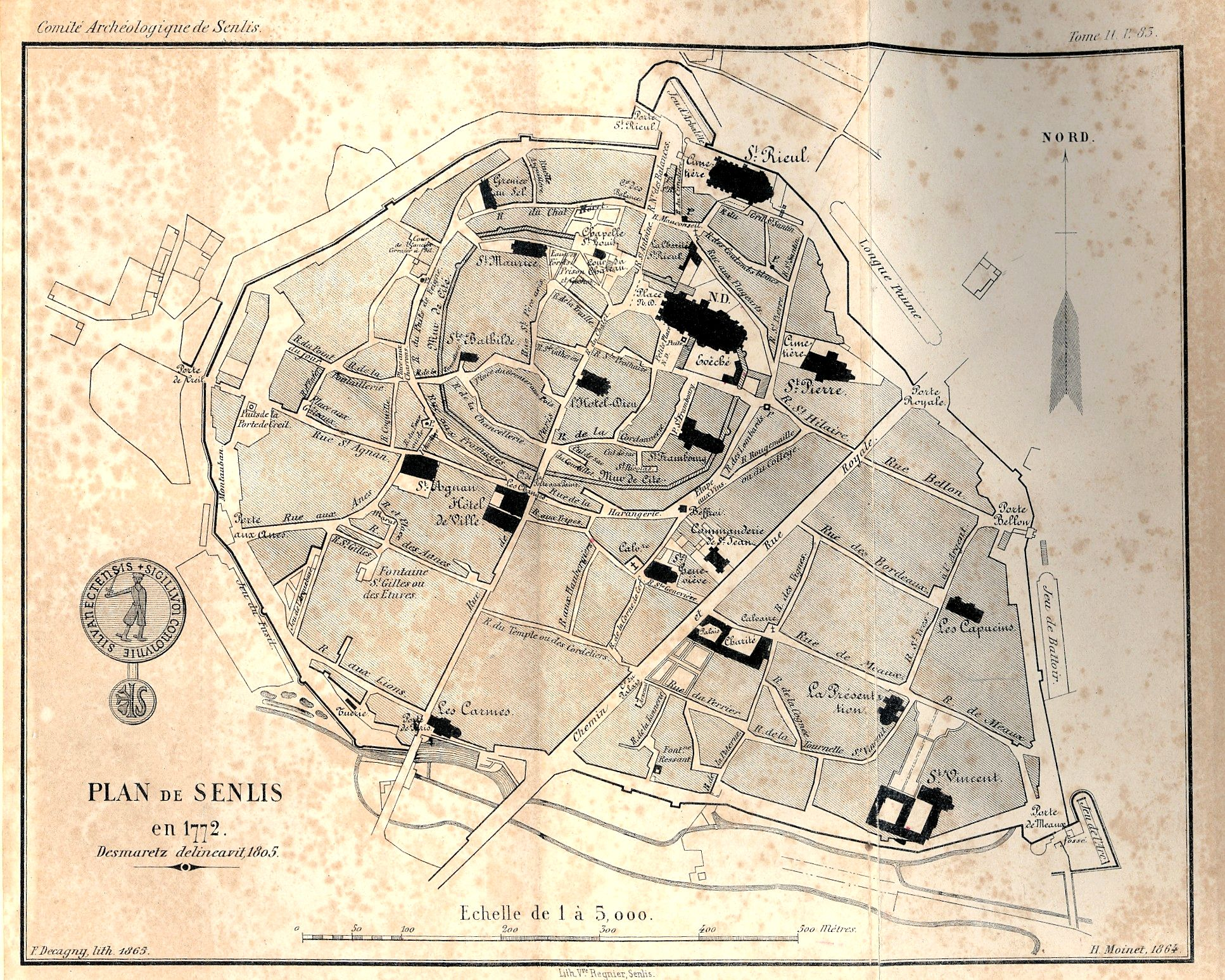
Plan de Senlis en 1772, sans les faubourgs.

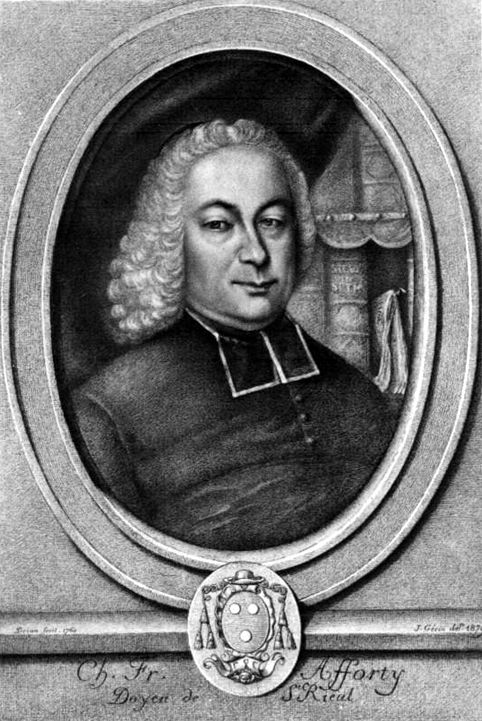
Le chanoine Charles-François Afforty (1706-1786).

Durant trois siècles, jusqu'au dernier quart du XIXe siècle, Senlis subit un lent déclin, perdant son rayonnement économique et une part de sa population. Les derniers états généraux avant ceux de 1789 ont lieu à Senlis le 21 juillet 1614. Le nombre de marchands drapiers se trouve réduit à sept ou huit en 1623, par rapport à deux cents, trente ans auparavant, faisant vivre alors trois à quatre mille personnes dans l'industrie drapière. Les rois n'y séjournent plus après Henri IV, le château est tombé en ruines faute d'entretien, mais les établissements religieux deviennent toujours plus présents dans la ville, avec l'installation de plusieurs congrégations (1628/29 couvent N.D. de la Présentation, 1642 couvent des Capucins à l'intérieur de la ville,, 1670 Charité, 1695 Filles de la Croix, et d'un séminaire (1664). Cette expansion religieuse qui devient prépondérante inquiète d'ailleurs la municipalité et les habitants : d'une part, les ordres font des quêtes et récoltent des fonds, ce qui va au détriment des pauvres qui auraient davantage besoin de cet argent. D'autre part, les congrégations occupent plus de 30 % de la superficie de la ville, ce qui va au détriment de l'artisanat et du commerce. Rien que les deux couvents de la Présentation et des Capucins auraient absorbé environ deux cents maisons, où avaient vécu jadis les ouvriers de l'industrie drapière,,. 
Il ne faut pas négliger non plus l'influence néfaste des épidémies de peste sur le développement et la prospérité de la ville ; ces épidémies se poursuivent depuis 1564 jusqu'à la fin du XVIIe siècle et éclatent en 1624-26, 1629-30 ainsi qu'en 1694 et 1695. Le mal ne peut être endigué que par des mesures de quarantaine strictes et par des interdictions de se rendre à des villes où la peste sévit. Hormis ces taches d'ombre, les XVIIe et XVIIIe siècles sont une longue période de tranquillité et de paix, et jusqu'à la Révolution, aucun événement d'envergure ne se produit ,.

### Senlis à la fin de l'Ancien Régime
À partir de 1753, la rue Royale (actuelle rue de la République) est percée dans le cadre de la rectification de la route de Flandre (la future RN 17, actuelle D 1017) et traverse la ville à l'est. C'est le début du démantèlement des fortifications, car les brèches ouvertes dans l'enceinte par la nouvelle route ne sont pas refermées. La porte Saint-Rieul est également démolie, et les esplanades du futur cours Thoré-Montmorency sont aménagées comme promenades pour les habitants. Des XVIIe et XVIIIe siècles, la ville a hérité un certain nombre d'hôtels particuliers, mais avec l'exception de la rue Royale, aucun aménagement urbain d'envergure n'est entrepris. À ce titre, le besoin d'une nouvelle place du marché se fait ressentir depuis le transfert du marché franc, se tenant le dernier mercredi de chaque mois, du faubourg Saint-Martin vers le centre-ville, en 1611 : aucune place assez grande n'existe au centre. 
Le nombre d'habitants stagne autour des 4 672 recensés en 1765. Le bailliage de Senlis comprend encore les châtellenies royales de Senlis, Compiègne, Creil, Pontoise, Chaumont-en-Vexin et la majeure partie du Vexin français. Même si Senlis n'est plus une ville importante à la fin de l'Ancien Régîme, elle est décrite comme très propre, avec des vastes maisons, presque toutes dotées d'un jardin. L'aisance y serait générale, on y mangerait des aliments d'une bonne qualité et l'on y jouirait d'une bonne santé, avec beaucoup de personnes atteignant un âge avancé. Nous connaissons la composition de la population en 1765 selon différents critères : 499 personnes appartiennent au clergé (congrégationnistes et chanoines notamment), soit 10,7 % de la population totale. Les nobles ne sont qu'au nombre de 94, réparties sur dix-neuf familles ; aucun noble ne porte un titre, ils ne sont que chevaliers ou écuyers. Parmi le tiers état, fort de 3 514 personnes sans les fonctionnaires et assimilés, 529 sont des domestiques vivants dans la maison de leurs employeurs, soit 11,32 %. Les 915 foyers de cette catégorie d'habitants sont composés de 3,83 personnes en moyenne, y inclus les domestiques. Il y a 119 célibataires et 143 familles sans enfants, mais 66 familles avec cinq enfants ou plus. Les trois familles les plus grandes comportent neuf et dix enfants. Parmi les cent-trente métiers recensés, les professions libérales sont représentées par deux médecins et quatre notaires.
Nos connaissances actuelles de l'histoire de Senlis jusqu'au XVIIe siècle sont en grande partie dues aux recherches fastidieuses réalisées par le chanoine Charles-François Afforty (1706-1786) qui entre 1740 et sa mort, y consacre tout son temps libre. En 1750, il termine ses Collectanea en douze gros volumes manuscrits, contenant les transcriptions de l'ensemble de documents anciens qu'il avait pu trouver, situés dans leur contexte thématique et annotés. Ayant jusque-là travaillé pour son propre plaisir, il est officiellement mandaté par Pierre Nicolas Grenier, commissaire du Comité des chartes, pour retrouver les documents intéressants dans les archives du pays, en 1770 ; ce sera le Tabularium Silvanectense. Il en reste aujourd'hui treize volumes. Au total vingt-cinq volumes écrits par Afforty ont été achetés par la bibliothèque municipale de Senlis au XIXe siècle.

## L'époque contemporaine

### Senlis et la Révolution française

#### Senlis au début de la Révolution, la nouvelle donne administrative
Au mois de mars 1789, l'assemblée bailliagière est convoquée en vue d'élire les députés aux États généraux devant se tenir à partir du 1er mai. Comme député du tiers état, est élu le vicomte Stanislas de Girardin, fils aîné du marquis René de Girardin, connu comme créateur du parc d'Ermenonville. Bien que faisant partie de la noblesse, il est vivement opposé au régime en place, et plus particulièrement au prince de Condé qui fait la loi dans la région. En protestant contre la réduction du nombre des députés à un quart, il s'attire la colère du gouvernement, et un magistrat de Beaumont obtient une lettre de cachet contre lui. Les tentatives du magistrat de le faire arrêter hors de Senlis par des ruses échouent, mais la réduction est tout de même effectuée, et le tiers état n'aura pas de député issu du bailliage de Senlis. La noblesse envoie le duc de Lévis comme député de son état. 

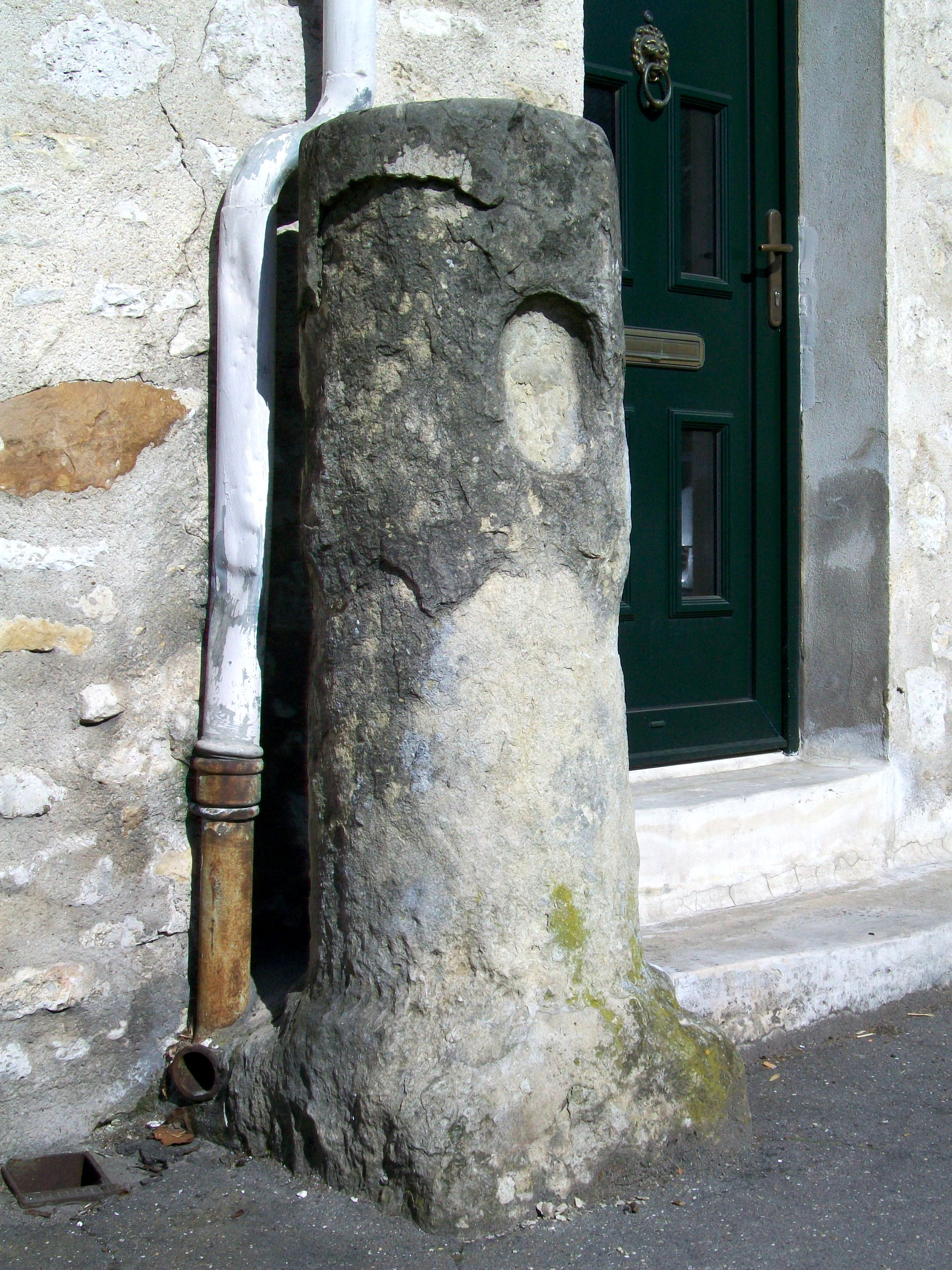
Borne rue du faubourg Saint-Martin, dont la fleur de Lys a été effacée pendant la période révolutionnaire.

Trois mois après la Révolution française, la loi martiale entre en application le 27 octobre. L'événement marquant de la fin de l'année 1789 est l'attentat que l'horloger Billon commet en tirant à coups de fusil sur le cortège formé à l'occasion de la bénédiction des drapeaux de la Garde nationale, faisant deux morts. L'intervention courageuse d'une centaine de citoyens sous les commandes de Michel Aulas de la Bruyère (futur maire 1799-1803) à la maison de Billon, d'où partaient les coups, coûte encore davantage de victimes, mais permet d'éviter le pire. Au moment que la maison risque de sauter avec l'incendie que le forcené a provoqué, Aulas de la Bruyère parvient à l'arrêter,.
La période révolutionnaire voit la suppression du diocèse de Senlis et des établissements religieux, à l'exception de l'hôpital de la Charité, et de l'Hôtel-dieu : c'est la fin de la prédominance religieuse dans la ville. Les abbayes Saint-Vincent et le couvent de la Présentation deviennent des hôpitaux militaires. Grâce à une municipalité libérale dans un premier temps, la cathédrale reste ouverte au culte et trois ou quatre prêtres ayant prêté serment sur la République continuent d'assurer son service. Dans un deuxième temps, une nouvelle municipalité empreinte de zèle révolutionnaire s'installe, veillant toutefois au maintien de l'ordre, respectant les propriétés privées et évitant les débordements. Les actes de violence restent isolés, le vandalisme est limité à quelques monuments importants telle la cathédrale dont les statues du portail sont bûchées partiellement.

#### La vie à Senlis sous la Convention et le Directoire
Sous la Convention, cette situation change à partir du 1er août 1793 avec le début de la Terreur. Non seulement la peur règne sous l'influence des dénonciations souvent calomnieuses, mais la crise économique se fait sentir : l'argent manque et la famine menace. L'arrêté des « Représentants du peuple en mission dans les départements de l'Oise et de l'Aisne » du 22 août ordonne l'arrestation de tous les suspects, avec une définition très large du terme et sans besoin de preuves : une simple dénonciation par les sociétés populaires ou un lien de parenté proche avec un émigré suffit. Même les conseillers municipaux n'y échappent pas, et la municipalité est destituée le 2 septembre pour avoir favorisé l'aristocratie. Les anciens conseillers se retrouvent bientôt en prison. Le Comité de salut public déclare la guerre au fanatisme et appelle à la haine aux modérés ; l'on n'est pas à une contradiction près. 
Des fêtes civiques sont ordonnées à maintes occasions en dépit de la pénurie en denrées de tout genre. Les cérémonies religieuses « aux jours ci-devant connus sous les noms de dimanches ou fêtes » sont interdites à partir du 26 octobre, et les curés démissionnent successivement. La cathédrale est transformée en temple de la Raison en février 1794 (complétée par un temple de l'Éternel à partir du 26 mai). Les noms des rues à consonance religieuse sont changés le 21 mars. La ville garde toutefois ses églises, attendant l'adoption définitive d'une loi lui permettant de les vendre pour employer les recettes pour le soulagement des pauvres. Pendant tout ce temps, Senlis doit nourrir des dizaines de milliers de soldats et leurs chevaux en passage, et en dépit des réquisitions auprès des agriculteurs et du rationnement, il n'y a que deux fois moins de vivres qu'il ne faudrait. Au mois de mai, il n'y a plus de provisions que pour dix jours. La fête de l'Être suprême est toutefois pompeusement célébrée du 4 au 8 juin, avec l'inauguration d'un niveau lieu de culte, la Sainte Montagne.
À la veille du Directoire, la situation se normalise à partir du mois de mai 1795 : le conseil révolutionnaire est supprimé, la « montagne » est démontée et avec le décret du 11 prairial an III, un temple est de nouveau accordé à chaque commune. La population entreprend des démarches pour rétablir le culte catholique et trouve le soutien du Conseil général. La cathédrale, qui n'est déjà plus un temple de la Raison, mais un magasin fourrager de l'armée, est remise en état avec le concours de nombreux habitants. Au mois d'août, la Société populaire est dissoute. Mais l'approvisionnement de Senlis demeure un problème, les agriculteurs et marchands ne faisant pas confiance aux assignats.

### Senlis sous le Ier Empire
L'économie de la ville se transforme, comme partout ailleurs. Tout d'abord, des activités ayant perdu leur rentabilité disparaissent ou régressent, telle la viticulture, en ce début du XIXe siècle. L'infrastructure de la ville est timidement modernisée. L'éclairage public est instauré en 1808, et la numérotation des maisons débute en 1815 puis est interrompue, pour n'être reprise qu'en 1837. Mais avec les bulletins de victoire qui s'arrêtent, la crise morale puis économique s'installe en 1812. Fin mars 1814, la Campagne de France s'achève, mais non sans une dernière péripétie dans la région. Les troupes ennemies s'apprêtent à marcher sur Paris, l'on songe à réutiliser la petite place forte de Senlis pour les retarder un peu. Finalement, on se borne à renforcer l'enceinte de palissades, à proximité des portes. La garnison de Senlis ne compte alors que cent-vingt hommes et quarante cavaliers, avec seulement deux canons. Paris capitule le 1er avril, et devant la reconnaissance que Senlis ne saura se défendre, ordre est donné aux gardes de se disperser. Aussitôt, les premiers cavaliers Prussiens apparaissent. Le maire et le sous-préfet se rendent à la porte de Compiègne où le commandant prussien déclare prendre possession de Senlis au nom des Puissances alliées. Senlis est occupé aussitôt, mais dès le 2 avril, les troupes partent pour Nanteuil-le-Haudouin, avec le général von Bülow. La ville n'aura subi que les réquisitions en vivres et fourrages.

### Senlis, ville légitimiste pendant la Restauration
La première Restauration ne modifie en rien la vie de Senlis, le maire et ses adjoints gardant leurs fonctions. Par faveur du roi Louis XVIII, la ville obtient une petite garnison, détachement de la compagnie des Gardes du corps, dès juillet 1814. Le 4 juillet, le nouveau roi passe par Senlis, en provenance de Roye, sur son périple vers Paris. Il se fait héberger dans l'hôtel particulier de Mme Rainvillers, à la porte de Creil. Logés chez l'habitant en l'absence de toute caserne à Senlis, les soldats sont les bienvenus, car ils raniment le commerce, et c'est à leur intention que le propriétaire de l'ancienne église Saint-Aignan l'aménage en théâtre. 
Pendant les Cent-Jours, les Gardes du corps disparaissent, mais Senlis n'est point troublée. Le 28 juin 1815, le général von Bülow est de retour à Senlis avec son état-major ; ils y passent la nuit et repartent le lendemain matin pour Paris. Cependant, au soir du 28 même, arrive le maréchal Blücher et séjourne pendant quelques jours dans les environs : c'est alors la deuxième invasion de Senlis, avec cette fois-ci beaucoup moins de soldats que l'année précédente. Cette invasion durera jusqu'en début novembre. La ville souffre des lourdes réquisitions, mais il n'y a pas de représailles.
La seconde Restauration débute avec quelques signes d'un nouvel essor de Senlis. Dans l'ancien couvent de la Présentation, alors vacant, le collège pour les fils des chevaliers de l'ordre militaire de Saint-Louis est ouvert en 1816, inspire par les maisons d'éducation de la Légion d'honneur de Saint-Denis (transféré à Paris dès 1824). Une usine de chicorée est ouverte dans l'ancien Hôtel-Dieu, ainsi que plus tard, une féculerie. Elles emploient jusqu'à cent, respectivement deux cents ouvriers, au plus fort de leur activité. L'abbaye Saint-Vincent est transformée en filature de coton, donnant du travail jusqu'à cinq cents personnes, surtout femmes et enfants (mais fermant définitivement en 1826). Dans les environs, des carrières de calcaire pour la construction occupent un nombre important d'ouvriers ; leur nombre est de huit en 1840 (se réduisant à deux jusqu'au début du siècle suivant). Huit fours à chaux sont actifs (cessant tous leur production jusqu'en 1900,).

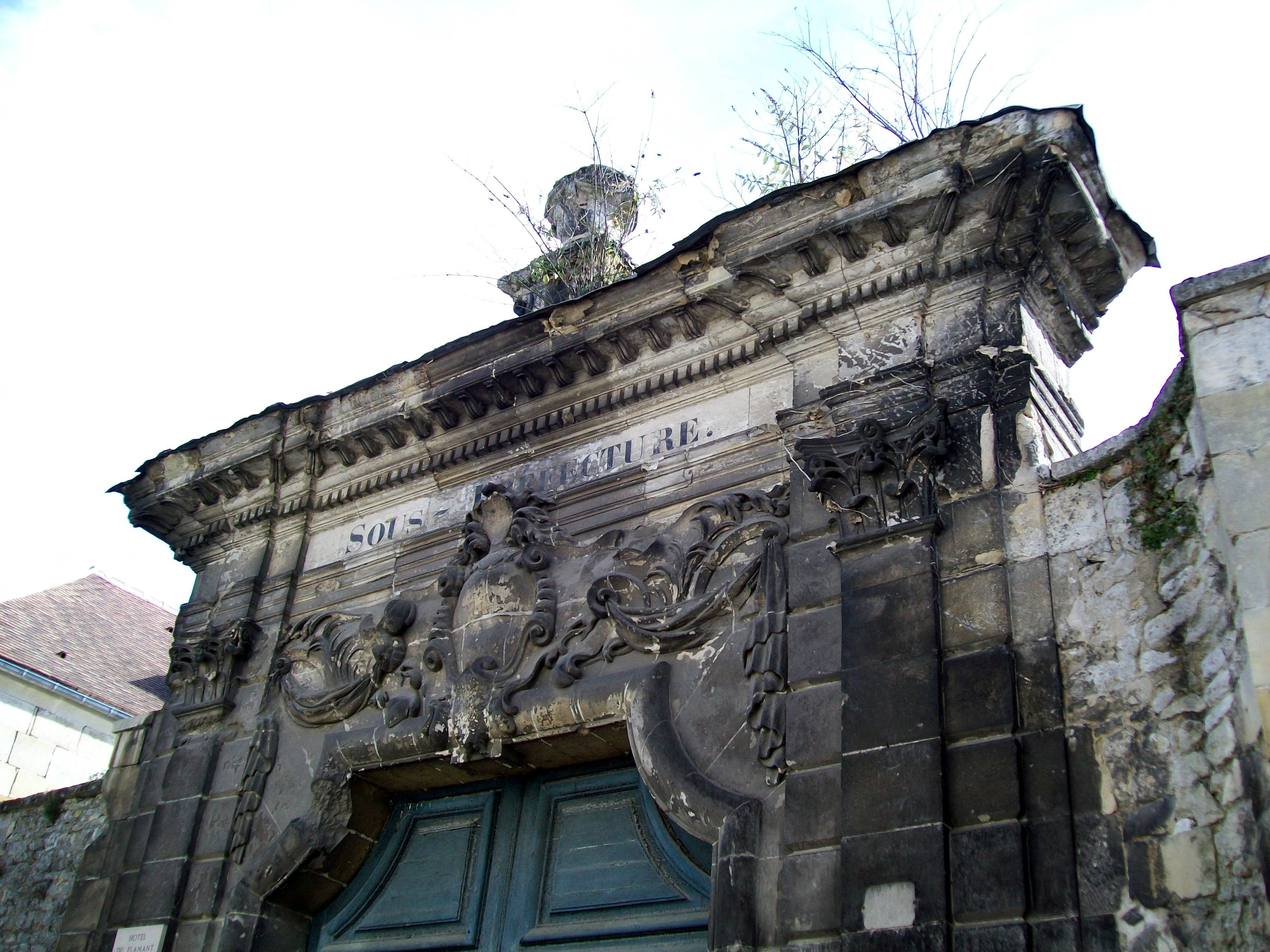
Hôtel du Flamant, portail monumental du XVIIe siècle sur la rue des Cordeliers. L'inscription rappelle son utilisation comme sous-préfecture jusqu'en 1838.

Le roi Charles X de France veut renouer avec la tradition de la visite du retour du sacre, chère aux Senlisiens, pour la dernière fois de l'Histoire. Le 6 juin 1825, il est ainsi reçu à la sous-préfecture de Senlis, rue des Cordeliers, par le préfet, les hauts fonctionnaires et les autorités municipales. L'économie périclite bientôt de nouveau. Les foires ont perdu leur ancien éclat, et des jusqu'à quatre foires annuelles, ne subsiste en 1835 que la foire Saint-Rieul, se tenant chaque printemps pendant huit jours à partir du 23 avril. Les francs-marchés ont toujours lieu chaque premier mardi du mois, mais se réduisent à un seul par an jusqu'à la fin du siècle. Au propos des marchés, il est intéressant de signaler que les marchés hebdomadaires ont déjà lieu les mardi et vendredi, comme à l'époque actuelle. Indépendamment de la situation de l'économie senlissienne, la circulation routière est à son apogée en ce début de la Révolution industrielle ; de nombreux services de diligences, voitures de postes, messageries et roulages transitent par Senlis, et avec la circulation individuelle et les cavaliers qui s'y ajoutent, encombrent la rue Royale.

### Senlis, ville de garnison sous la Monarchie de Juillet
Quand Louis-Philippe accède au trône en 1830, aucune manifestation n'est constatée à Senlis. L'année 1832 marque les annales de Senlis pour son épidémie de choléra, touchant quatre cents personnes des deux sexes et de toutes classes et conditions sociales, faisant cent-quatre-vingt-huit victimes. En dépit de ces troubles sanitaires, et pour les deux dernières fois de son Histoire, Senlis obtient l'honneur de pouvoir organiser des réceptions royales : les 28 mai et 4 août 1832. Grâce aux efforts de la municipalité, Senlis obtient une garnison permanente de cavalerie, prenant quartier dans l'ancien séminaire et l'église Saint-Pierre (qui n'est rendu à la ville qu'en 1877 pour devenir le marché couvert).
En 1833, le quartier de Saint-Vincent est décrit comme un désert ; le couvent de la Présentation est abandonné tout comme l'ancienne abbaye Saint-Vincent. Cette dernière échappe de peu à la démolition par l'entrepreneur M. Puissant, quand trois chanoines de Beauvais le rachètent en 1835 pour y ouvrir, en date du 3 octobre 1836, la maison d'éducation devenue l'actuel lycée Saint-Vincent. - De l'industrie textile, ne restent que des laveries de laine, qui reçoivent la laine brute des grandes fermes de la région (activité diminuant progressivement jusqu'à disparaître avec la Première Guerre mondiale). L'industrie du cuir reste active à Senlis, avec une tannerie, des mégisseries, une courroyerie et une parcheminerie. Comme autres activités industrielles, il y avait une corderie et une brasserie, ainsi que les carrières et fours à chaux mentionnés ci-dessus,. L'année 1838 voit la naissance de l'Hôpital Général, actuel centre hospitalier, à l'emplacement du très ancien hôpital Saint-Lazare, dont la chapelle subsiste toujours.

### Senlis, ville calme pendant la Deuxième République et le Second Empire
La révolution de 1848 n'affecte pas le calme senlisien, pas plus que celle de 1830, les Restaurations de 1814 et 1815 et les Cent-Jours. Tout ce que l'on peut remarquer est la démission discrète du maire et de deux de ses adjoints, au mois de février. Senlis et les communes voisines envoient un détachement de leurs gardes à Paris, aux mois de mai et juin, pour y participer au maintien de l'ordre. 

#### L'arrivée du chemin de fer à Senlis
Le Second Empire voit un brusque déclin de la circulation routière à Senlis, avec l'essor du chemin de fer débutant. Selon Félix Louat, c'est une « période d'atonie pour Senlis ». Le développement du commerce et de l'industrie ailleurs en France et même les Expositions universelles n'ont aucune répercussion sur Senlis, pas plus que les fréquents séjours de Napoléon III au château de Compiègne.
Délaissée par le chemin de fer du Nord qui passe dix kilomètres à l'ouest par Chantilly et Creil en 1859 (et ceci en raison de l'opposition de la ville de Senlis à son passage, voulant protéger ses commerçants et industriels vivant de la route,), elle n'est reliée au chemin de fer qu'en 1862 par Chantilly puis par Crépy-en-Valois en 1870. 
Tandis que les petites villes de Chantilly et Creil connaissent un essor insoupçonné, Senlis reste une petite sous-préfecture provinciale, la plus petite de l'Oise, et perd son statut de centre régional,, fréquentée par la bonne société parisienne.

### Senlis occupée pendant la Guerre de 1870-1871
La guerre de 1870-71 apporte à Senlis la troisième invasion prussienne de ce XIXe siècle. Comme premier signe de l'approche de l'ennemi, des soldats de l'armée de Mac-Mahon en retraite passent par Senlis le 6 septembre ; puis viennent les paysans de Champagne et du Soissonnais en fuite. Alors la Garde nationale, sur laquelle les habitants fondaient de chimériques espoirs, est désarmée. Les administrations publiques et même la gendarmerie s'exilent ; ne restent que le conseil municipal et les employés de la mairie. Le 15 septembre, les uhlans pénètrent en ville. Leur capitaine se rend à la mairie, et ordonne au maire, dans un excellent français, d'aller seul à la rencontre du lieutenant général Guillaume de Grand-duché de Mecklembourg-Schwerin. Ce dernier est par ailleurs blessé ; il interroge le maire, Henri Odent, sur les mesures prises, et lui demande de l'accompagner à l'hôtel du Grand-Cerf, le prévenant qu'il sera rendu responsable d'éventuelles attaques contre les Allemands.
Cette occupation n'aura duré que vingt-quatre heures ; aucune lutte n'ayant eu lieu à Senlis ou dans ses environs. Mais parfois, des troupes passent par la ville ou y séjournent. En 1871, le général Berger, le prince de Wurtemberg et le prince de Hohenlohe s'installent à Senlis avec leur état-major ; parmi eux, le comte Hubert de Bismarck, fils du chancelier allemand. Des mesures de sécurité contraignantes sont alors prises : les correspondances privées sont censurées et limitées, les journaux ne paraissent plus ou sont lourdement censurés, et pour protéger les trains contre des attentats contre l'occupant, deux notables senlisiens doivent voyager sur la locomotive de chaque convoi entre Chantilly et Crépy. La monnaie allemande a cours dans le commerce local. L'attitude de la population reste très digne, et aucunes représailles ne sont à déplorer. Il y a toutefois quelques arrestations avec des détentions plus ou moins longues, et pas toujours justifiées.

### La croissance démographique de Senlis à la fin duXIXesiècleet au début duXXesiècle
La proclamation de la Troisième République ne suscite pas d'émotion particulière à Senlis. Par contre, la joie des habitants est grande à l'arrivée d'un détachement du 9e régiment de chasseurs à cheval le 15 octobre 1871, pour tenir garnison à Senlis. Le conseil municipal multiple ses efforts pour obtenir au moins un régiment pour Senlis, et rachète l'ancien relais de poste au faubourg Saint-Martin. Ces efforts sont couronnés de succès deux ans plus tard, et une caserne de cavalerie y est aménagée, prenant le nom de Quartier de la Poste qu'elle conservera jusqu'au lendemain de la Deuxième Guerre mondiale. Dans l'ancien couvent des Carmes, une annexe de ce quartier est créée, connue comme le petit Quartier (puis quartier Montmarie) ; la caserne au centre-ville (dans l'ancien séminaire et l'église Saint-Pierre) est fermée. En 1874, le 6e régiment de cuirassiers prend possession des deux casernes. Au bout de vingt ans, le 2e régiment de hussards remplace les cuirassiers, ayant son siège à Meaux et non plus à Senlis.
Depuis une quinzaine d'années, Senlis a atteint les sept mille habitants et gardera cette taille jusqu'au lendemain de la Seconde Guerre mondiale. La sécurité publique semble être facile à assurer à cette époque, puisque la police municipale ne compte qu'un agent en 1900 et deux agents à partir de 1901, ainsi que deux gardes champêtres. Subsistent encore quelques activités économiques anciennes, comme notamment le lavage de laines, avec quatre laveries disparaissant vers 1914. Les métiers liés à la forêt, tels que bûcherons, charbonniers, négociants en bois et scieries, sont nombreux à Senlis.

### Senlis et la Première Guerre mondiale

#### Senlis sous le feu de l'ennemi en 1914
Au début de la Première Guerre mondiale, et plus précisément le 2 septembre 1914, Senlis subit les représailles allemandes en 1914 à la suite de tirs de l'arrière-garde française contre les troupes d'occupation : cent-dix maisons de la rue de République et de la rue Bellon sont incendiées, dont le palais de justice, ainsi que la gare. Par ailleurs, 21 civils sont fusillés dont le maire de la commune, Eugène Odent.

#### Le quartier général de Foch en 1918
En octobre 1918, le maréchal Foch établit son quartier général à l'hôtel Dufresnes et d'où il dirige les dernières opérations alliées. Puis, le 5e régiment de chasseurs à cheval emménage dans les casernes, en remplacement du 3e régiment de hussards.

### Modernisation de la ville pendant l'Entre-deux-guerres
Le 11 juillet 1920, la ville reçoit la Croix de guerre avec citation pour les « mérites et souffrances » endurées pendant la guerre,.
La nouvelle municipalité encourage la fondation d'une société d'Habitation à bon marché au début des années 1920, finançant la construction de coquettes maisons ouvrières dans les faubourgs.
En 1927, le 24e régiment de spahis marocains est le premier régiment colonial à prendre ses quartiers à Senlis. Les Spahis seront fidèles pendant trente-cinq ans à la ville, et un monument ainsi qu'un musée conserve leur mémoire vivante. 
Le 15 avril 1931, le nouveau bâtiment de l'hôpital général est inauguré ; c'est le principal aménagement dont bénéficie la ville dans l'entre-deux-guerres. 
Également au début des années 1930, le transport de voyageurs par autocar prend une nouvelle ampleur avec la création de deux services concurrents Senlis - Paris par la RN 17, par les sociétés Renault et Citroën. Dès le 15 mai 1939, le trafic voyageurs est supprimé de Senlis à Crépy-en-Valois.

### La Seconde Guerre mondiale, Senlis entre occupation et libération
Pendant la Seconde Guerre mondiale, quelques combats ont lieu à l'entrée de la ville puis la ville est occupée pendant quatre années. Une Kreiskommandantur y est installée pendant quelque temps. La commune est libérée par les troupes américaines en août 1944.

### L'essor économique de Senlis pendant les Trente Glorieuses
À partir des années 1950, le développement économique de l'agglomération parisienne, la création de l'autoroute du Nord qui dessert Senlis à partir décembre 1964 et enfin la mise en service de l'Aéroport Paris-Charles-de-Gaulle en 1974 apportent une conjoncture favorable au développement économique de la ville. De nouveaux quartiers sont créés dans les faubourgs pour une population en extension rapide. En 1969, une zone d'activité économique et commerciale est aménagée le long de l'autoroute du Nord. Plusieurs nouveaux établissements scolaires sont créés dont le lycée Hugues Capet en 1987. En 1962, l'institution de la loi Malraux sur la préservation du patrimoine permet la création d'un secteur sauvegardé de quarante-deux hectares dans la ville ancienne. Les maisons particulières et les monuments sont progressivement restaurés et quatre musées sont créés. Le cadre ancien de la ville attire des artistes comme Georges Cziffra qui restaure l'ancienne église Saint-Frambourg, ainsi que les tournages cinématographiques, qui y trouvent un décor idéal proche de Paris pour les films historiques.

### Senlis au début duXXIesiècle
Le 4 juin 2009 marque un tournant dans l'histoire récente de Senlis, notamment sur le plan économique : avec le départ définitif du 41e régiment de transmissions, la caserne « quartier Ordener » est désaffectée, et Senlis cesse d'être une ville de garnison. En automne 2010, la mairie a présenté son projet pour la reconversion du site laissé en friche, avec 11 ha de terrain et 22 000 m2 de bâtiments, sans compter des hangars dont la démolition est prévue. Il s'agirait essentiellement de transférer des institutions municipales dans l'ancienne caserne et d'y créer des logements.

## Compléments